# 史前獅子人雕像
獅子人雕像（德語：Löwenmensch；英語：Lion Man）是一個被發現於德國巴登-符騰堡邦的史前雕像。該雕像被判定完成於40,000年前。 該雕塑來自奧瑞納文化，是人類已知的最古老的小型藝術品之一。
該雕像的碎片被發現於1939年，但隨後因第二次世界大戰爆發而停止有關研究工作。戰後，該些碎片被重組，並被發現其重要性。後來，有研究團隊在碎片的發現地點發現更多有關碎片，並再度將該些碎片與原先發現的碎片進行重組。
該雕像高31厘米，其材質是猛獁象牙。它有穴獅形狀的頭部，以及人類體型的身體部分。它描繪的身體姿態筆直站立，雙腿分開，雙臂放在身體兩側。它的造型身體部分修長，肩膀部分寬闊。
研究者 Wulf Hein 使用冰河時期已知的同類石器進行的一項實驗表明，該雕像可能耗費400多個小時製作而成。
2017年，聯合國教科文組織將該雕像的發現地點列為世界遺產。

## 參看
- 波士尼亞金字塔群
- 哥貝克力石陣（公元前11000年前）
- 德里鐵柱

## 外部連結
- 世界上更古老的“獅子人”雕像被發現
- Official website of the museum
- The Aurignacian and the Origins of Art in Europe: The Caves and Stone Age Art of the Brenz Region   （页面存档备份，存于）